# Miloš Forman
Miloš Forman, ameriški filmski režiser, producent in scenarist češkega rodu, * 18. februar 1932, Čáslav, Češka (Češkoslovaška), † 13. april 2018, Warren, Connecticut, Združene države Amerike.
Je režiser nekaterih kultnih filmov; za svoje delo pri filmu je dobil dva oskarja (leta 1975 in 1984).

## Filmi
- 1963 - Avdicija
- 1964 - Črni Peter
- 1965 - Plavolaskine ljubezni
- 1967 - Gori, gospodična!
- 1971 - Slačenje
- 1975 - Let nad kukavičjim gnezdom
- 1979 - Lasje
- 1981 - Ragtime
- 1984 - Amadeus
- 1989 - Valmont
- 1996 - Ljudstvo proti Larryju Flyntu
- 1999 - Človek z Lune
- 2006 - Goyeve prikazni (Goya`s Ghosts)